# Rajd Cypru 1985
Rajd Cypru 1985 (13. Rothmans Cyprus Rally) – 13 edycja rajdu samochodowego Rajd Cypru rozgrywanego na Cyprze. Rozgrywany był od 20 do 22 września 1985 roku. Była to czterdziesta runda Rajdowych Mistrzostw Europy w roku 1985 (rajd miał najwyższy współczynnik - 4) oraz piąta runda Rajdowych Mistrzostw Cypru.

## Klasyfikacja rajdu
| Miejsce                      | Kierowca                     | Pilot                        | Samochód                     | Czas                         | Strata                       |                              |
| Klasyfikacja generalna i ERC | Klasyfikacja generalna i ERC | Klasyfikacja generalna i ERC | Klasyfikacja generalna i ERC | Klasyfikacja generalna i ERC | Klasyfikacja generalna i ERC | Klasyfikacja generalna i ERC |
| ---------------------------- | ---------------------------- | ---------------------------- | ---------------------------- | ---------------------------- | ---------------------------- | ---------------------------- |
| 1.                           | Mauro Pregliasco             | Daniele Cianci               | Lancia 037 Rally             | 11:38:10                     | 0.0                          |                              |
| 2.                           | Terry Kaby                   | Kevin Gormley                | Nissan 240RS                 | 11:45:27                     | +7:17                        |                              |
| 3.                           | Russell Brookes              | Mike Broad                   | Opel Manta 400               | 11:48:16                     | +10:06                       |                              |
| 4.                           | Vahan Terzian                | Yiannakis Theofanous         | Nissan 240RS                 | 12:15:15                     | +37:05                       |                              |
| 5.                           | Dimi Mavropoulos             | Dave Adams                   | Audi Quattro A1              | 12:20:33                     | +42:23                       |                              |
| 6.                           | Christos Eliades             | Theodoros Vassiliades        | Opel Manta 400               | 12:42:32                     | +1:04:22                     |                              |
| 7.                           | Kostas Panayiotides          | Andreas Yiapanas             | Volkswagen Golf I GTi        | 12:52:29                     | +1:14:19                     |                              |
| 8.                           | Christos Kirmitsis           | George Sergides              | Honda Civic                  | 13:05:37                     | +1:27:27                     |                              |
| 9.                           | Xenofon Dimitriou            | Nikos Neophytou              | Talbot Sunbeam Lotus         | 13:28:16                     | +1:50:06                     |                              |
| 10.                          | Michel Saleh                 | Khalid Khalifa               | Opel Ascona 400              | 13:32:57                     | +1:54:47                     |                              |